# シュテファン・ラドゥ
シュテファン・ダニエル・ラドゥ（Ştefan Daniel Radu、1986年10月22日 - ）は、ルーマニア出身の元サッカー選手。ポジションはDF（サイドバック、センターバック）。

## 経歴
ディナモ・ブカレストの下部組織出身で、2004年から4年間トップチームに在籍した。2008年1月、ラツィオへレンタル移籍し、シーズン終了後に移籍金540万ユーロで完全移籍した。主に左サイドバックで出場することが多いが、センターバックでの出場もある。
ルーマニア代表には2006年から招集をされており、UEFA EURO 2008のメンバーにも選出されたが、出場は無かった。

## 所属クラブ
- ディナモ・ブカレスト 2004-2008

→ ラツィオ 2008 (loan)
- ラツィオ 2008-

## タイトル
クラブ
ディナモ・ブカレスト
- リーガ1 2006-07
- ルーマニアカップ 2004-05
- ルーマニアスーパーカップ 2005

SSラツィオ
- コッパ・イタリア 2008-09, 2012-13, 2018-19
- スーペルコッパ・イタリアーナ 2009, 2017